# Anne de Montmorency
Anne de Montmorency, född 15 mars 1493, död 12 november 1567, var en fransk hertig och krigare.

## Biografi
Som ung deltog Anne de Montmorency i Frans I:s första italienska fälttåg och de följande krigen. Han tillfångatogs tillsammans med kungen i slaget vid Pavia 1525. Efter frigivandet blev Anne de Montmorency en av kungens mest inflytelserika rådgivare och konnetabel 1538. Hans mål var en fredlig politik och försoning med kejsaren. Frans I övergav dock denna linje och Montmorency miste sitt inflytande. Han återvann det delvis under Henrik II och utnämndes 1551 till hertig men blev 1557 fången i slaget vid Saint-Quentin och lösgavs först 1559, då han fann sig undanträngd av Guiserna. I religionskrigen under Karl IX:s regering slöt han sig, trots sitt släktskap med Gaspard de Coligny, till hugenotternas bekämpare för att trygga centralmakten i Frankrike. Fången 1562–1563, deltog han åter i kampen 1567, då han stupade. Montmorency var en av tidens största godsägare. Han hade även ett visst konstintresse och skapade en betydande tavelsamling.

### Notter
1. ↑  Bibliothèque nationale de France, BnF Catalogue général : öppen dataplattform, id-nummer i Frankrikes nationalbiblioteks katalog: 121165804, läst: 10 oktober 2015.[källa från Wikidata]
2. ↑  Gemeinsame Normdatei, Deutsche Nationalbibliotheks katalog-id-nummer: 11899686X7749153-1, läst: 17 oktober 2015.[källa från Wikidata]
3. 1 2 3  Anne, First Duke of Montmorency, Catholic Encyclopedia.[källa från Wikidata]
4. ↑  Leo van de Pas, Anne, Duc de Montmorency : Genealogics, Genealogics (på engelska), 2003, genealogics.org person-ID: I00004781, läs online och läs online, läst: 28 september 2023.[källa från Wikidata]
5. ↑  Dictionary of Art Historians, Dictionary of Art Historians-ID: montmercya, läst: 23 april 2022.[källa från Wikidata]
6. ↑  Pierre de Guibours, Histoire généalogique et chronologique de la maison royale de France, vol. 7, Firmin-Didot Frères, 1890, s. 129.[källa från Wikidata]
7. ↑  The Peerage person-ID: p2571.htm#i25705, läst: 7 augusti 2020.[källa från Wikidata]
8. 1 2  Leo van de Pas, Genealogics, 2003, läs online och läs online.[källa från Wikidata]